# Dacia Sandero
Dacia Sandero (укр. Дачія Сандеро) — п'ятидверний хетчбек B-класу побудований на шасі Логана, формально не входить в сімейство Logan. 
Має внутрішньозаводські індекси за поколіннями: B90, B52, BJI. Відрізняється укороченою колісною базою. 
З 2009 року імпортувався до України під назвою Renault Sandero (Рено Сандеро).

## Перше покоління (B90; 2007—2012)

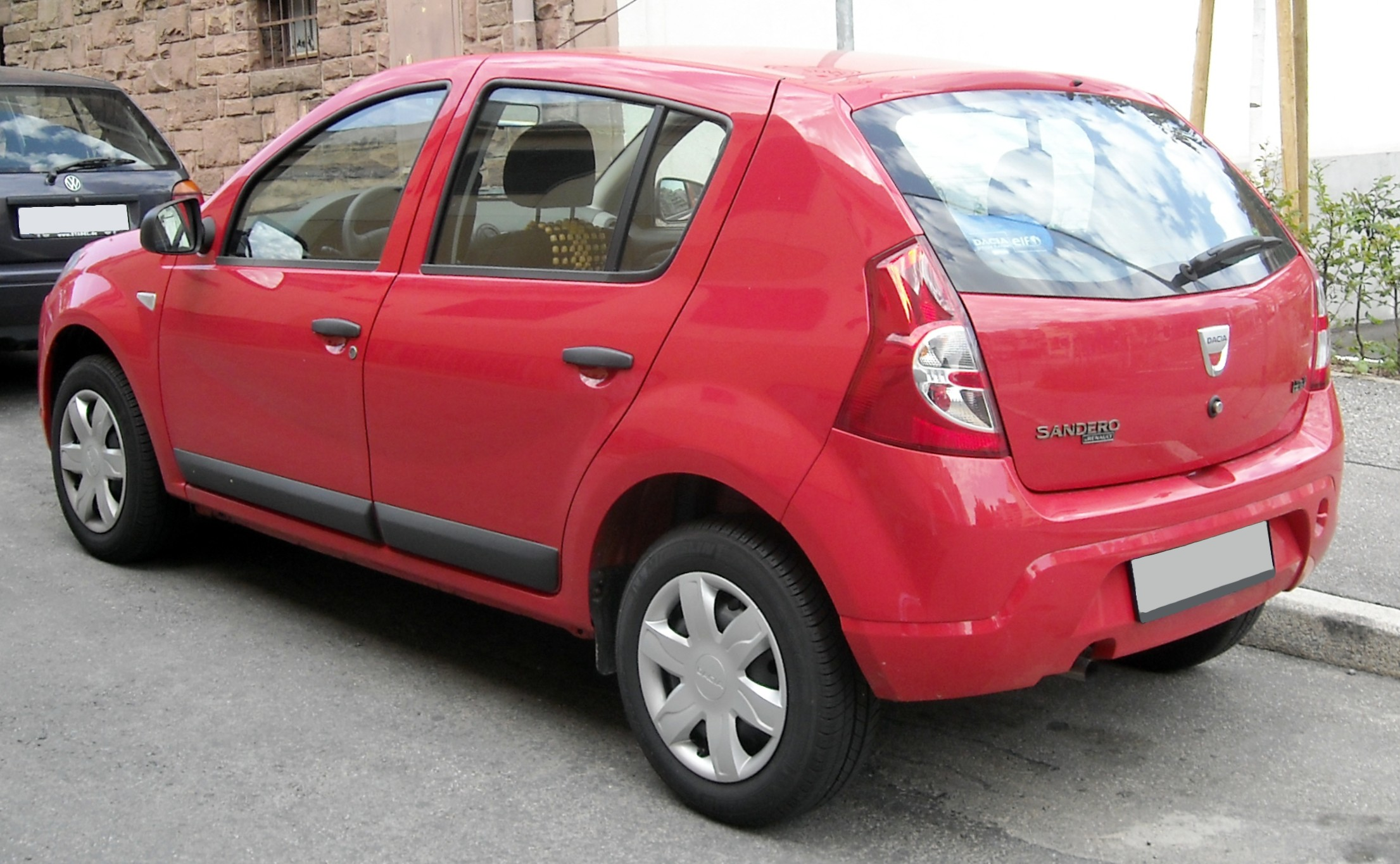
Dacia Sandero (2007—2011)

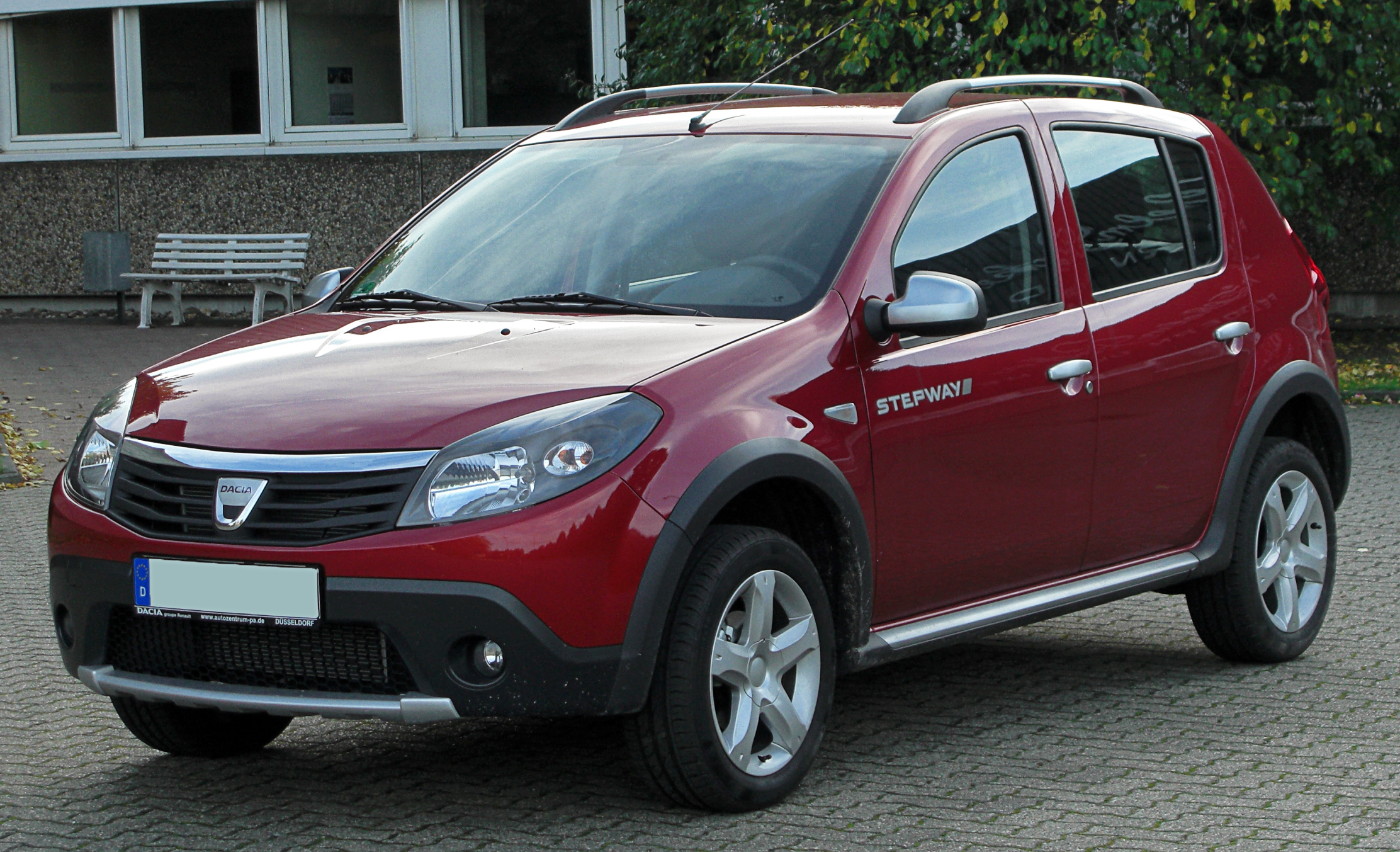
Dacia Sandero Stepway (2008—2011)

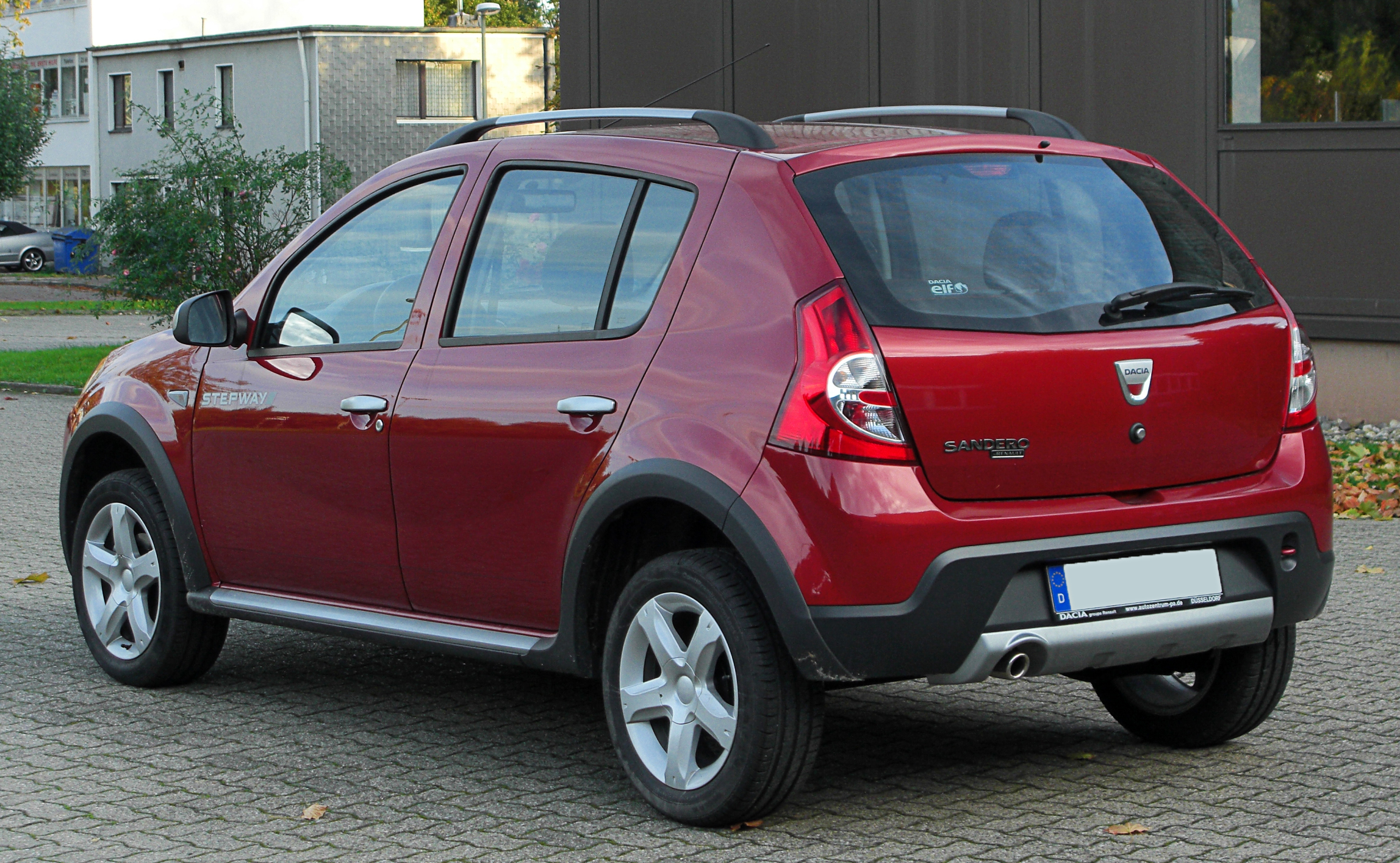
Dacia Sandero Stepway (2008—2011)

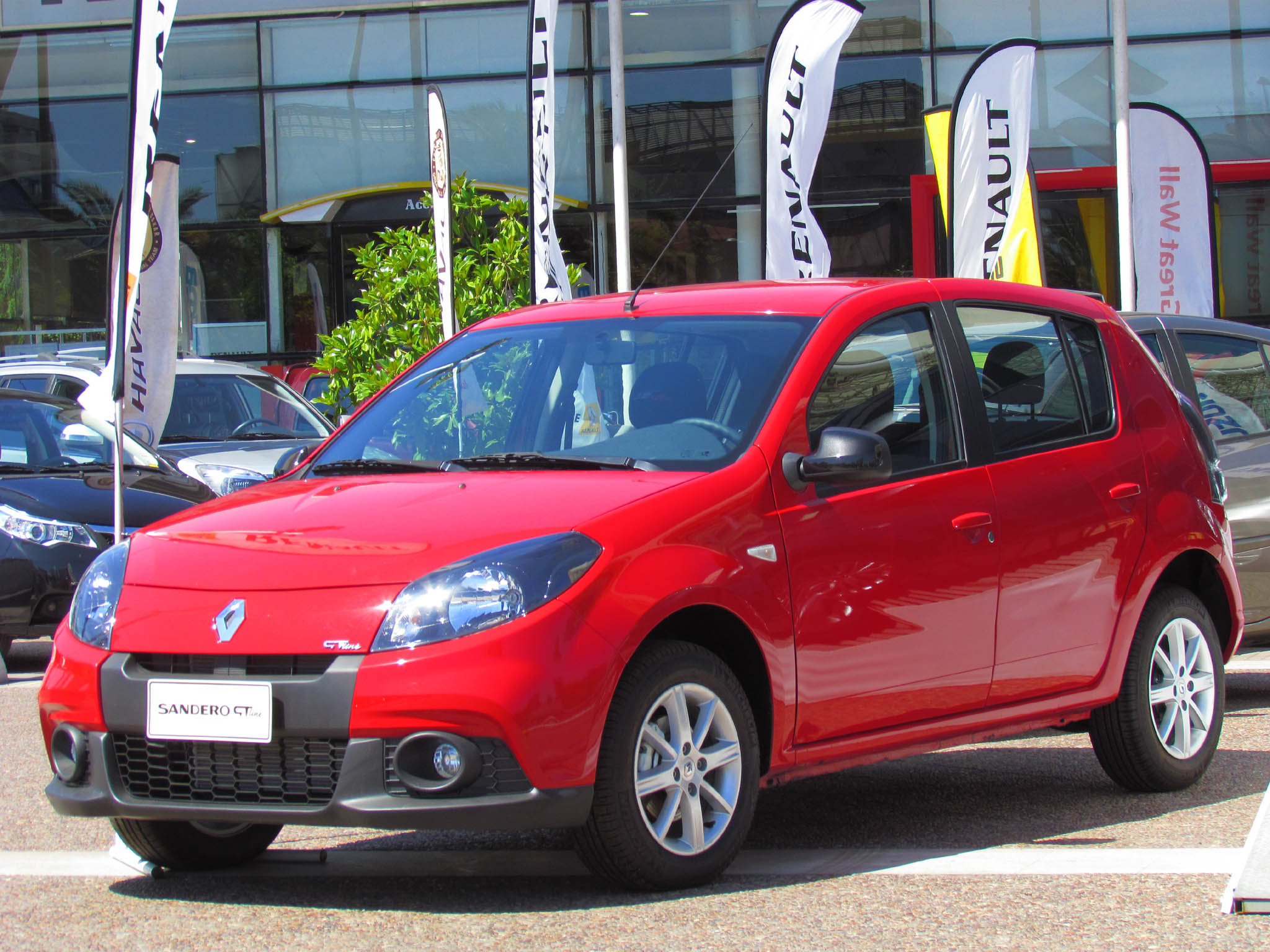
Renault Sandero (2011―2014)

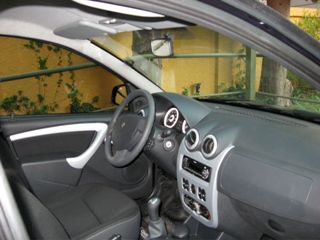

### Опис моделі
Розробка почалася в 2005 році. Повномасштабне виробництво Renault Sandero на заводі імені Айртона Сенни в Куритибі, Бразилія, стартувало в грудні 2007 року. Продається в Бразилії, а з лютого 2008 року і в Аргентині. Європейська прем'єра Dacia Sandero відбулася в березні 2008 року на автосалоні в Женеві. У 2008 році його серійне виробництво (під маркою Dacia) почалося в Румунії , у 2009 році — в Південній Африці. З 2009 року продається в Україні, а також у Республіці Білорусь. З грудня 2009 випускається в Москві на заводі «Автофрамос». 
Загалом Бразилія інвестувала у виробництво Renault Sandero 372 мільйони євро. Трохи вдалося заощадити на платформі B0 — вона спільна з іншим бестселером — Logan. Із загальної суми 149 мільйонів євро пішли на адаптацію моделей Logan і Sandero для південноамериканських ринків, ще 223 мільйони євро — в індустріальні інвестиції.
У травні 2011 року модель оновили.

### Sandero Stepway
У 2008 році в Бразилії представили позашляхову версію під назвою Renault Sandero Stepway. Європейська версія представлена 7 травня 2009 року на міжнародному автосалоні в Барселоні, автомобіль доступний у більшості європейських ринків з вересня 2009 року.
Автомобіль відрізняється збільшеним на 20 мм кліренсом (до 175 мм під навантаженням) за рахунок інших амортизаторів і пружин, а також іншою формою бамперів, наявністю декоративних пластикових порогів, рейлингів на даху і масивних колісних арок.

### Конструкція
У порівнянні із седаном Renault Logan хетчбек Sandero має меншу на 39 мм колісну базу, вона дорівнює 2591 мм. Дорожній просвіт хетчбека становить 155 мм. Sandero і Logan уніфіковані приблизно на 70%, зокрема моделі мають загальну гамму силових агрегатів і трансмісій. 
Базовим двигуном для Renault Sandero є 1,4-літровий 8-клапанний бензиновий двигун потужністю 75 к.с., 1,6-літровий двигун існує у 8-клапанній(84 к.с.) і 16-клапанній (102 к.с.) модифікаціях. Єдина доступна коробка передач — 5-ступінчаста МКПП. Планувалося, що наприкінці 2010 року «Автофрамос» освоїть виробництво хетчбека Sandero з АКПП. 
Базова для Renault Sandero комплектація називається Authentique, друга за оснащеністю версія — Expression, максимальна комплектація — Prestige. В останній версії спинка заднього сидіння складається відносно 1 / 3 (або 2 / 3), у дешевших модифікаціях — за курсом 1 / 1. Максимальний об'єм багажного відділення в Renault Sandero становить 1020 літрів (мінімальний — 320 літрів). 

### Двигуни
| Модель           | Об'єм    | Потужність        | 0-100 км/год | Максимальна швидкість | Витрати пального | Роки випуску    | Варіанти моделі  |
| Бензинові        |          |                   |              |                       |                  |                 |                  |
| 1.2 16V          | 1149 см³ | 55 кВт (75 к.с.)  | 13,6 с       | 161 км/год            | 5,9 л/100 км     | з 02/2009       | Sandero          |
| 1.4 MPI          | 1390 см³ | 55 кВт (75 к.с.)  | 13,0 с       | 161 км/год            | 6,5 л/100 км     | 2008–2009       | Sandero          |
| 1.6 MPI          | 1598 см³ | 62 кВт (84 к.с.)  |              | 169 км/год            | 6,7 л/100 км     | з 10/2010       | Sandero, Stepway |
| 1.6 MPI          | 1598 см³ | 64 кВт (87 к.с.)  | 11,5 с       | 174 км/год            | 7,0 л/100 км     | 2008–10/2010    | Sandero, Stepway |
| Дизельні         |          |                   |              |                       |                  |                 |                  |
| 1.5 dCi          | 1461 см³ | 50 кВт (68 к.с.)  | 15,0 с       | 158 км/год            | 4,5 л/100 км     | 2009–2010       | Sandero, Stepway |
| 1.5 dCi          | 1461 см³ | 55 кВт (75 к.с.)  |              | 162 км/год            | 4,1 л/100 км     | з 2010          | Sandero          |
| 1.5 dCi          | 1461 см³ | 63 кВт (86 к.с.)  | 13,0 с       | 167 км/год            | 4,6 л/100 км     | 2009–2010       | Sandero          |
| 1.5 dCi          | 1461 см³ | 65 кВт (88 к.с.)  |              | 173 км/год            | 4,1 л/100 км     | з 2010          | Sandero, Stepway |
| Газові           |          |                   |              |                       |                  |                 |                  |
| 1.0 16v Hi-FlexV | 999 см³  | 57 кВт (77 к.с.)  | 14,1 с       | 161 км/год            | ?                | ?               | Sandero          |
| 1.4 MPI LPG      | 1390 см³ | 53 кВт (72 к.с.)  | 13,0 с       | 161 км/год            | 8,3 л/100 км     | 10/2009–10/2010 | Sandero          |
| 1.6 Hi-Torque    | 1598 см³ | 71 кВт (95 к.с.)  | 11,7 с       | 174 км/год            | ?                | ?               | Sandero          |
| 1.6 16v Hi-Flex  | 1598 см³ | 84 кВт (112 к.с.) | 10,1 с       | 184 км/год            | ?                | ?               | Sandero          |

| Результати Краш-тесту          |          |
| Зірки в Euro NCAP з Краш-тесту |          |
| Пасажири                       | 24 бали  |
| Безпека дітей                  | 38 балів |
| Безпека пішохідів              | 6 балів  |

#### Безпека
За результатами краш-тесту відповідно до досліджень Euro NCAP, проведених у 2008 році, Dacia Sandero отримала три зірки за безпеку, з них за захист пасажирів — 24 бали, за захист дітей — 38 балів і за захист пішоходів — 6 балів.

### Продажі
| Рік                  | 2008  |
| -------------------- | ----- |
| Продажі у світі, шт. | 38928 |
| У тому числі:        |       |
| У Румунії, шт.       | 8916  |

## Друге покоління (B52; 2012—2020)

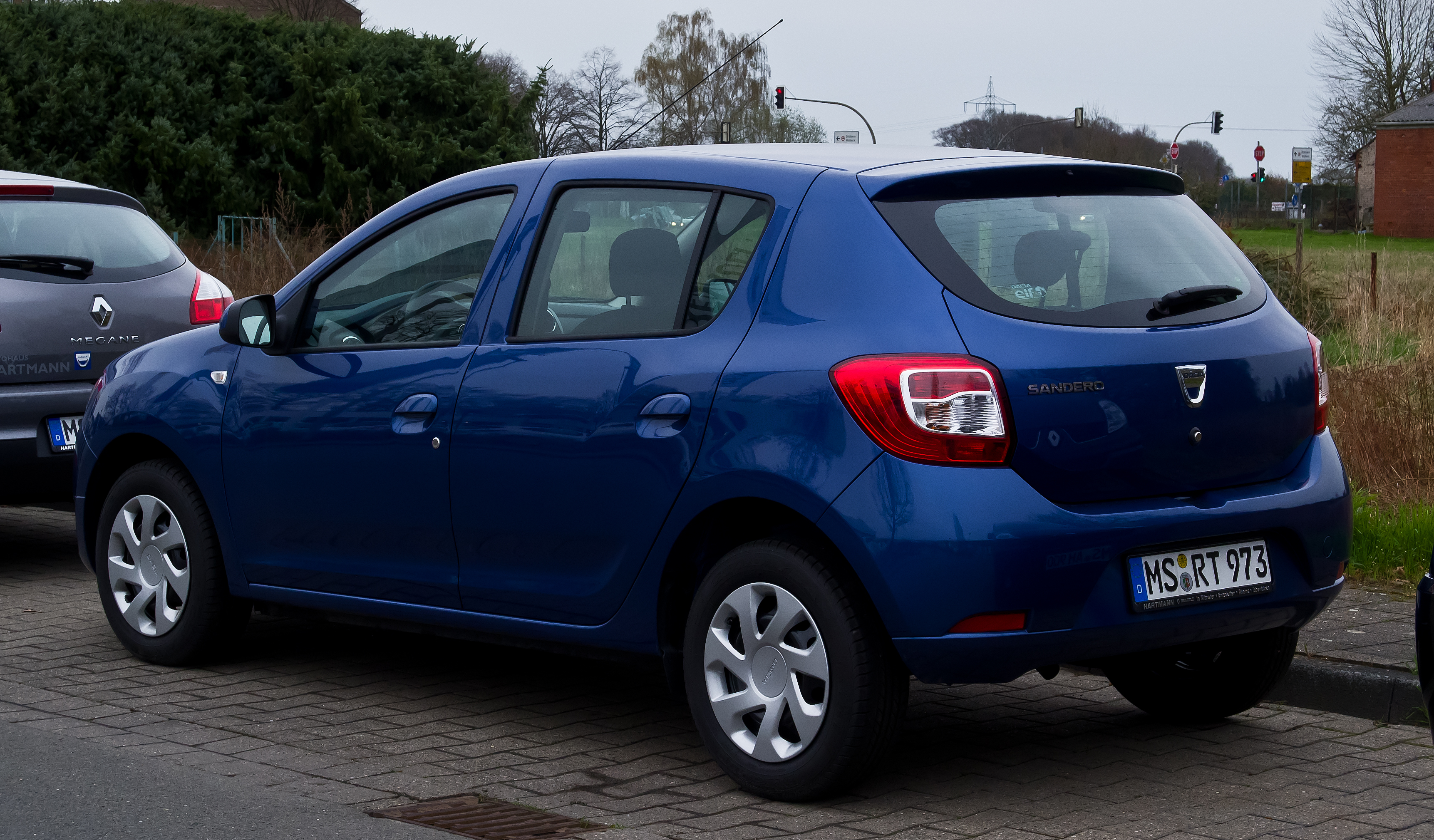
Dacia Sandero II (2013-2017)

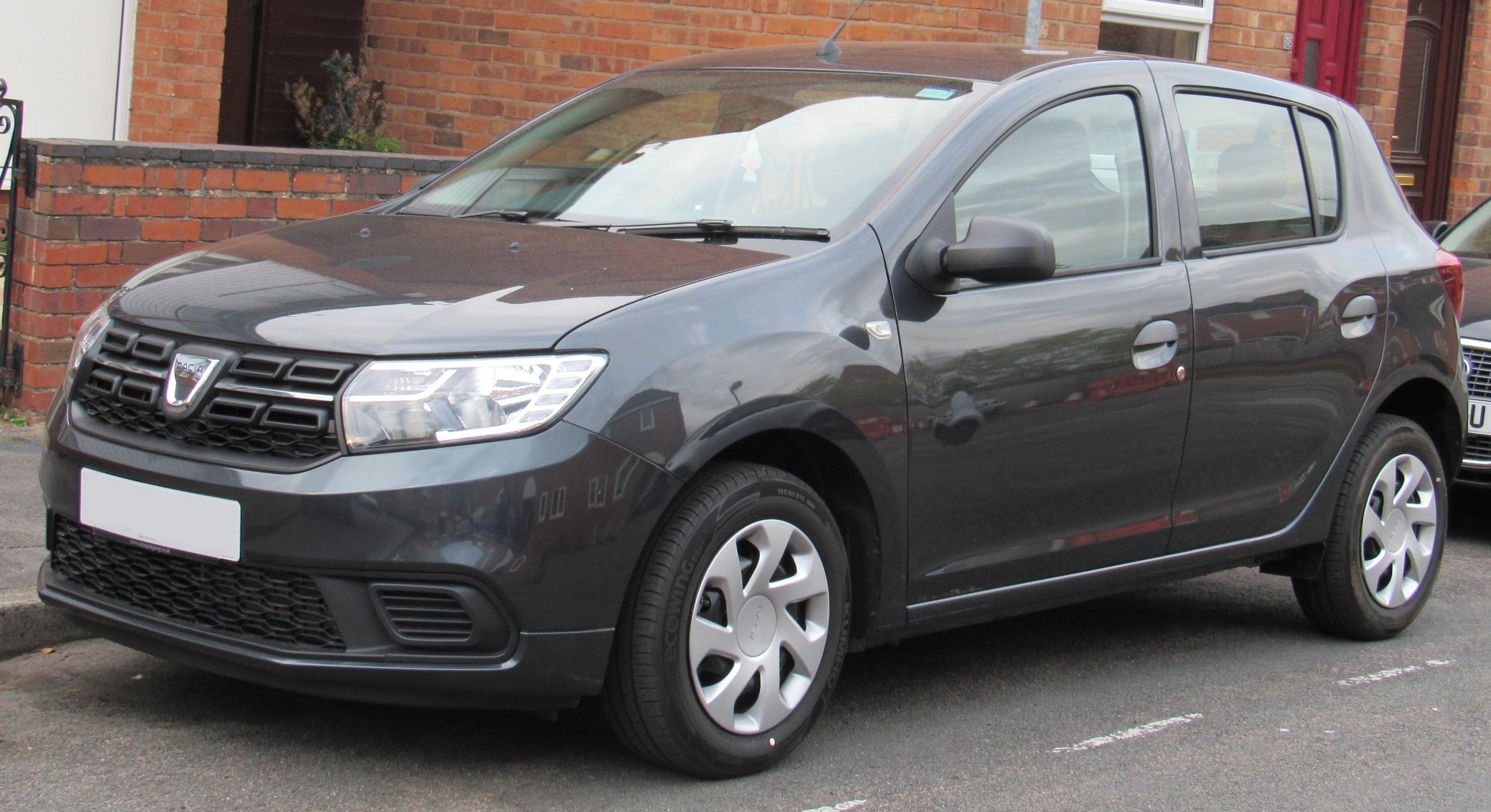
Dacia Sandero II (2017-2020)

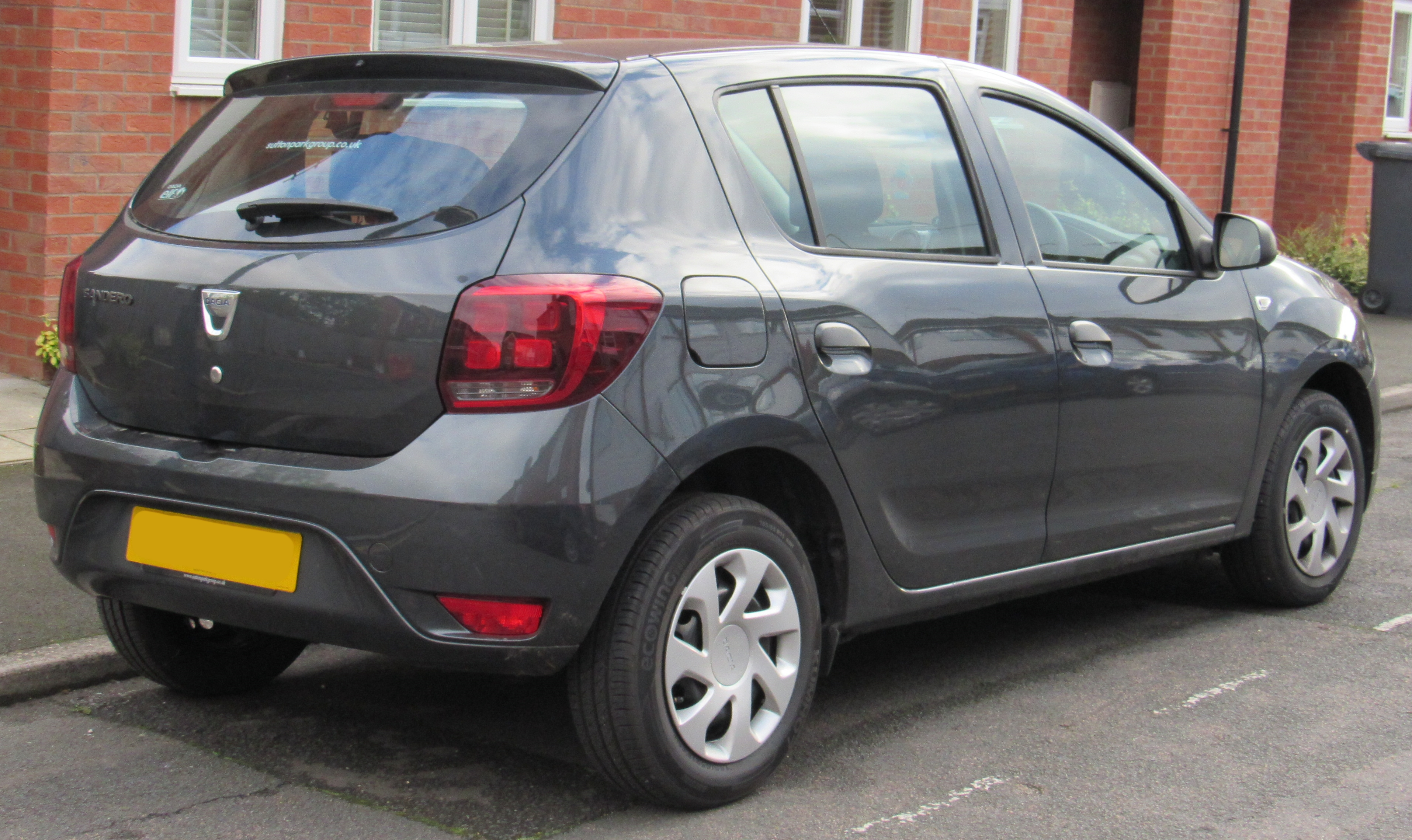
Dacia Sandero II (2017-2020)

Перші офіційні фотографії Dacia Sandero другого покоління представлено 17 вересня 2012 року, офіційна презентація моделі відбулася на Паризькому автосалоні 2012 року. 
Sandero представлений на тій же платформі, що і модель Clio, але відрізняється великими габаритами та модернізованим двигуном. 
Інтер'єр машини виконаний з якісних[джерело?] матеріалів і більш ергономічний, в порівнянні з попередніми моделями. Салон автомобіля оснащений: Bluetooth, MP3-радіо з USB, кондиціонером і електропривідними передніми й задніми вікнами. Модель виділяється наявністю круїз-контролю, що досить рідко для машин такого класу.
Всередині автомобіль має досить місця і може з комфортом розмістити 4 дорослих людини. Багажний відсік має об'єм 292 літри. Автомобіль оснащений системою гальмування ABS, а також системами EBD і EBA. Серед функцій безпеки виділяють, також, Isofix. Екстер'єр автомобіля був повністю змінений від передніх фар до задніх ліхтарів, і поєднує в собі молодіжний і сучасний стилі.
Стандартне обладнання і функції безпеки, представлені у всіх комплектаціях Dacia Sandero, включають: антиблокувальну гальмівну систему з функцією екстреного гальмування, передні і задні ремені безпеки з сигналізатором, два кріплення ISOFIX для дитячих крісел, систему електронної стабілізації, фронтальні і бічні подушки безпеки.
У 2020 році автомобіль оновили. Renault більше не комплектує Sandero дизельним двигуном. Замість нього виробник встановлює 99-сильний однолітровий бензиновий силовий агрегат. 

### Sandero Stepway II

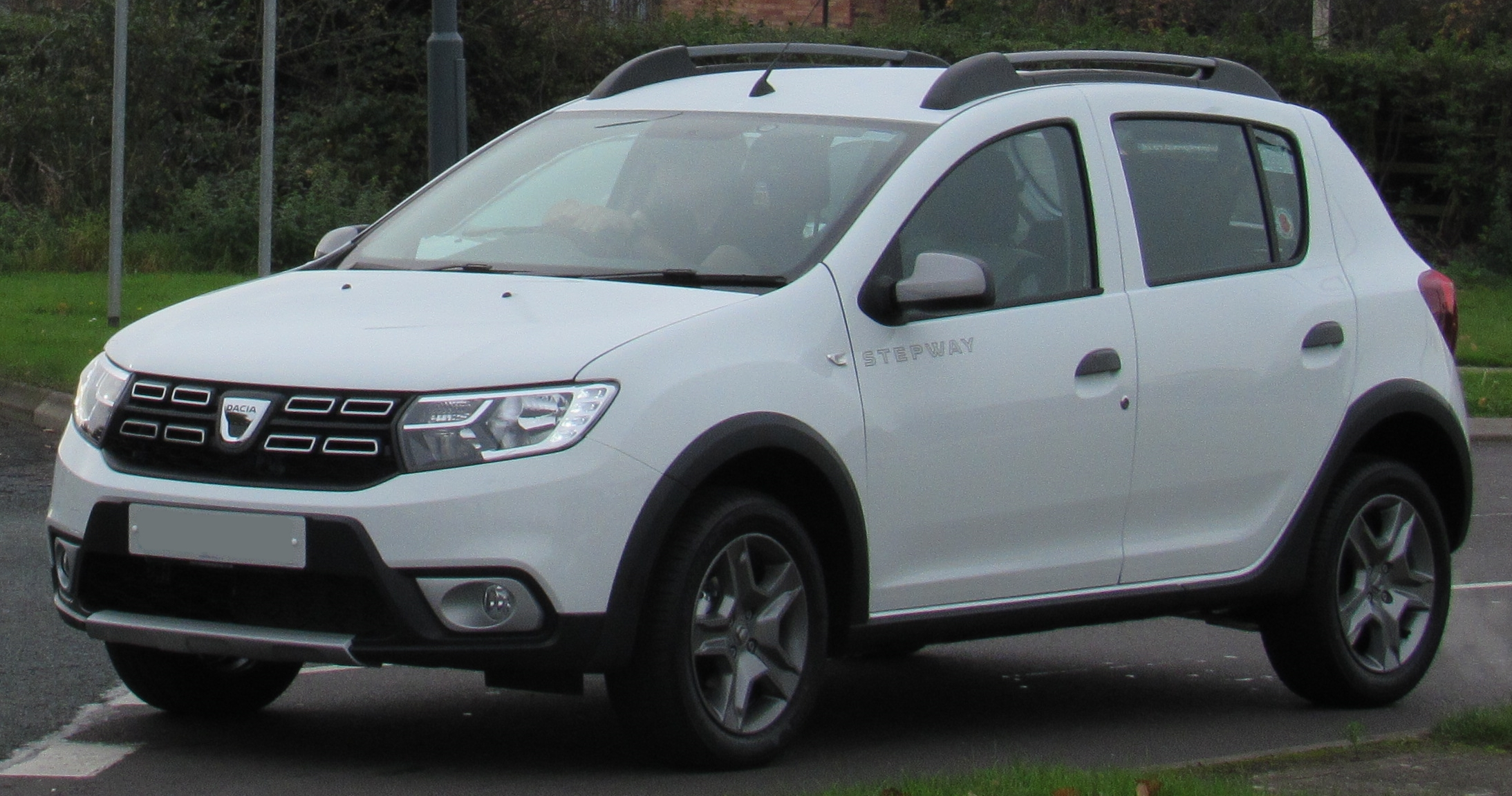
Dacia Sandero Stepway II

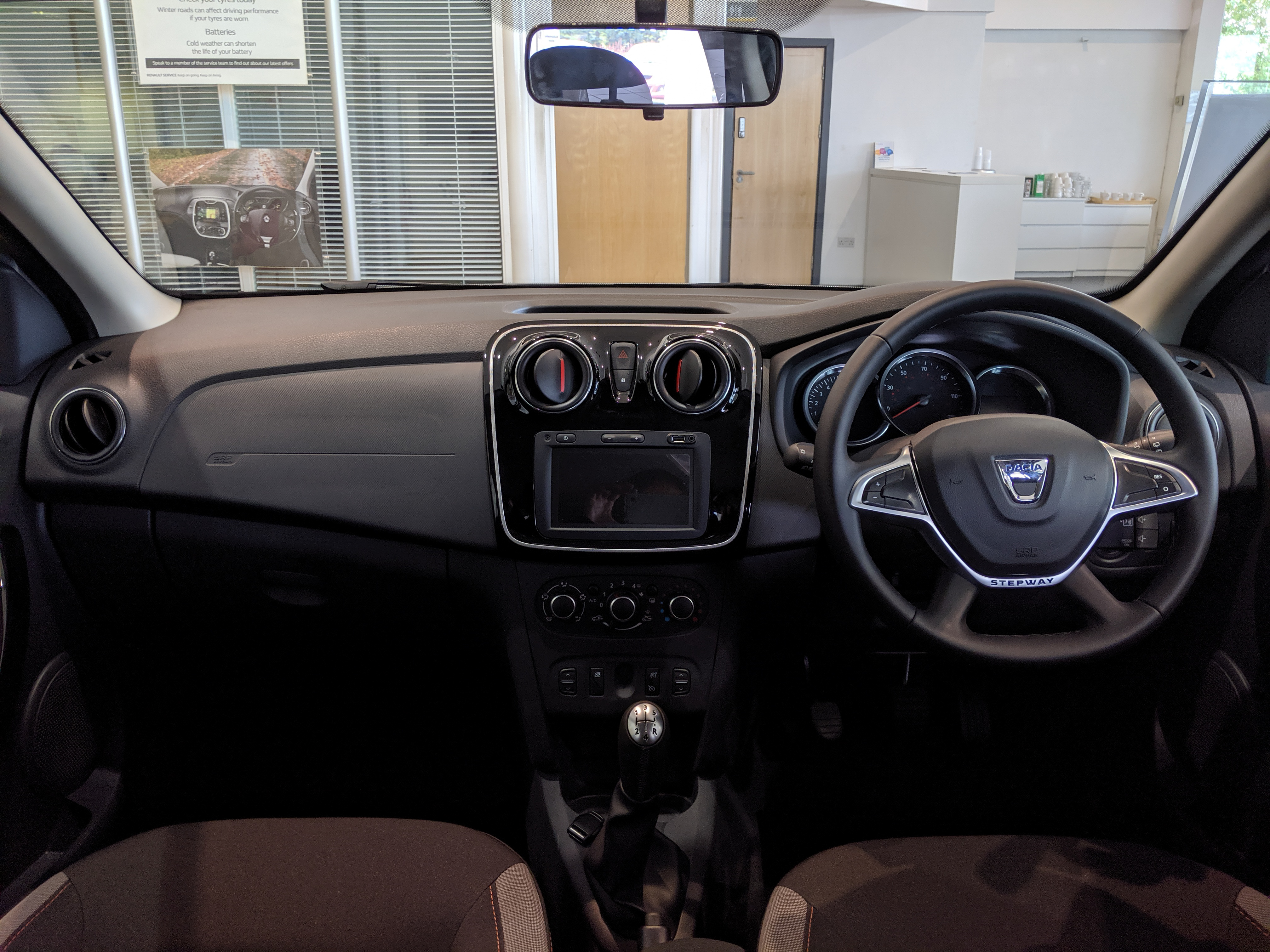

Паралельно з Sandero на Паризькому автосалоні представлено позашляхову версію Dacia Sandero Stepway другого покоління.

### Двигуни
| Модель     | Об'єм см³ | Циліндри/ Клапани | Потужність кВт (к.с.) при об/хв | Крутний момент Нм при об/хв | Роки виробництва |           |           |
| Бензинові  | Бензинові | Бензинові         | Бензинові                       | Бензинові                   | Бензинові        | Бензинові | Бензинові |
| ---------- | --------- | ----------------- | ------------------------------- | --------------------------- | ---------------- | --------- | --------- |
| 0.9 TCe 90 | 899       | 3/12              | 66 (90) / 5250                  | 135 / 2500                  | з 2012           |           |           |
| 1.2 16V 75 | 1149      | 4/16              | 55 (75) / 5500                  | 107 / 4250                  | з 2012           |           |           |
| 1.6 16V 80 | 1598      | 4/16              | 59 (80) / 5500                  | 128 / 3000                  | з 2012           |           |           |
| Дизельні   |           |                   |                                 |                             |                  |           |           |
| 1.5 dCi 75 | 1461      | 4/16              | 55 (75) / 3750                  | 200 / 1750                  | з 2012           |           |           |
| 1.5 dCi 90 | 1461      | 4/16              | 66 (90) / 3750                  | 220 / 1750                  | з 2012           |           |           |

## Третє покоління (BJI; 2020—тепер)

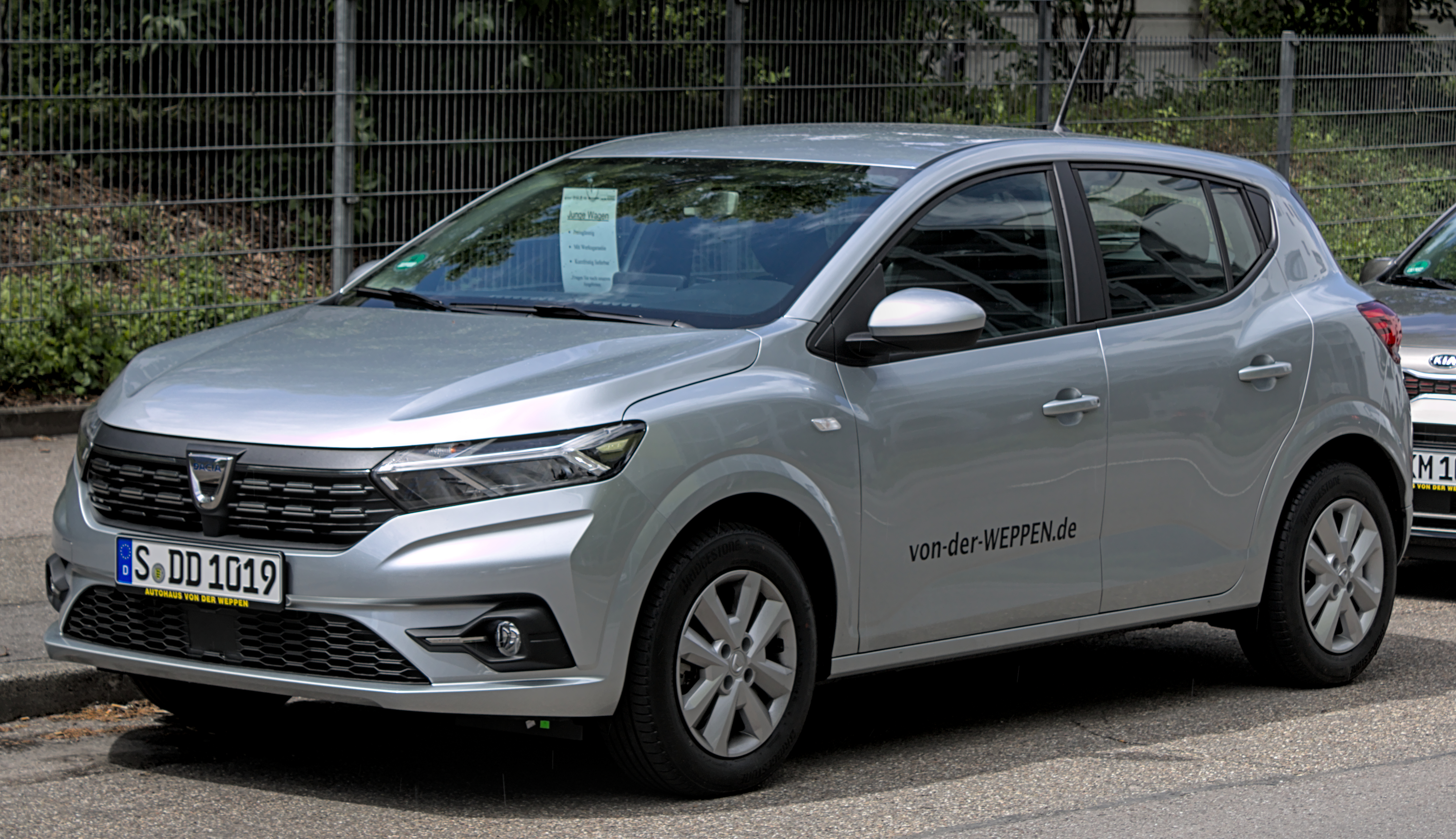
Dacia Sandero III

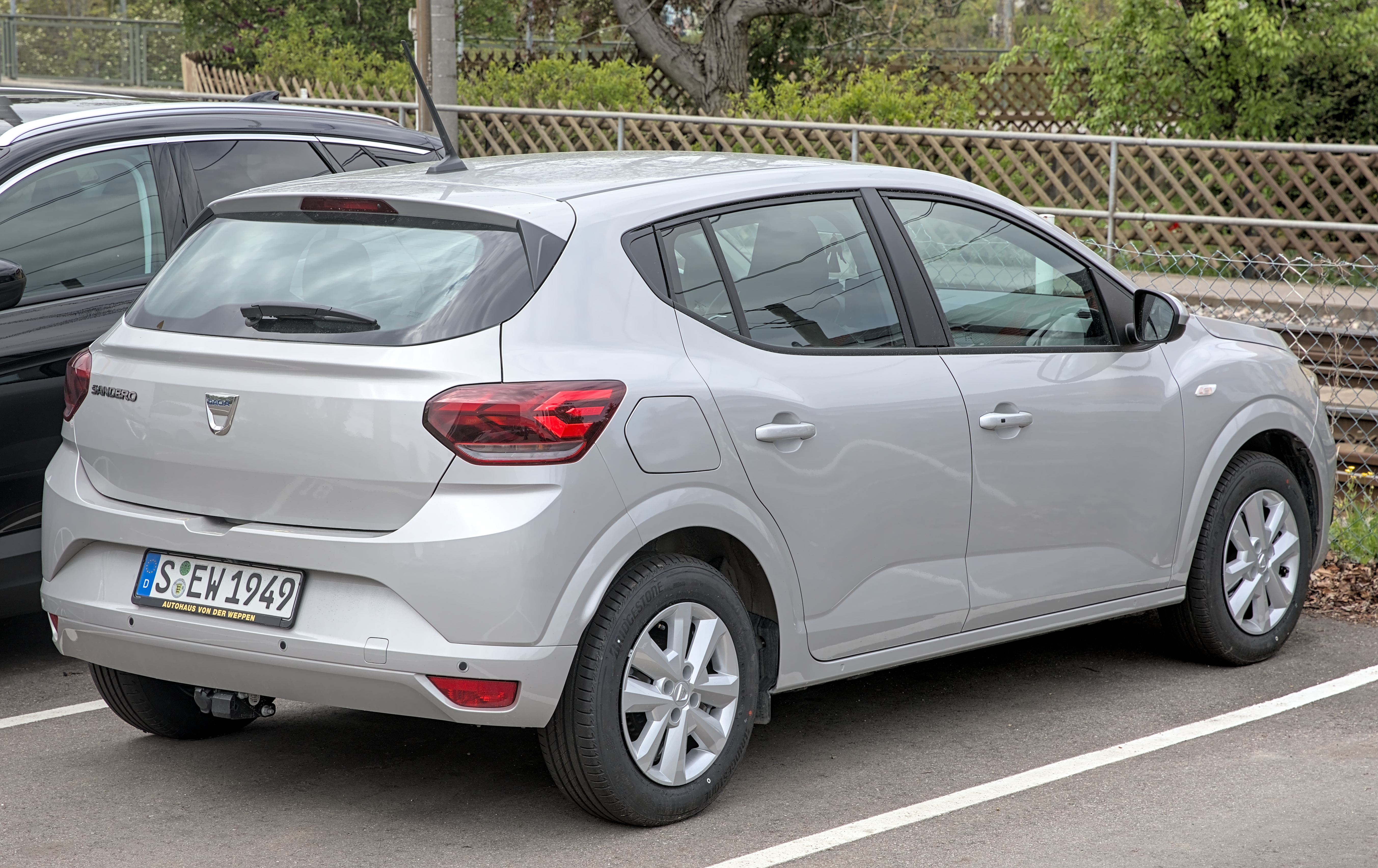
Вид ззаду

Третє покоління Sandero було представлено у вересні 2020 року разом із моделями Sandero Stepway та Logan.
Новинки перейшли на платформу CMF-B — аналогічну мають Nissan Juke, Renault Clio та новий європейський Renault Arkana.
З моторної лінійки зник 1,5-літровий дизель dCi, а тому новинки пропонуватимуться тільки із трициліндровими бензиновими агрегатами. Всі вони оснащені системою Start-Stop та відповідають стандарту Euro 6D.
Молодшим версіям встановлять літровий 65-сильний атмосферний SCe 65 з п'ятиступеневою механікою. Далі йде 90-сильний турбомотор TCe 90, який може поєднуватися з шестиступеневою механікою або новим варіатором, які прийшли на зміну роботу Easy'R. На вершині лінійки розташувався двопаливний TCe 100 ECO-G з шестиступеневою механікою, що працює й на бензині, й на зрідженому газі (LPG). 50-літровий балон газу і бензобак аналогічного обсягу дають змогу новому Dacia Sandero подолати на одній заправці 1300 кілометрів.

### Двигуни
- 1.0 H4D SCe 65 I3
- 1.0 H4Dt SCe 90 I3
- 1.0 H4Dt SCe 100 ECO-G I3 (CNG)

### Sandero Stepway III
Версія Sandero з кросоверним виглядом, яка отримала назву Sandero Stepway, продовжила випускатися в третьому поколінні. Двигун TCe 110 від Dacia Jogger є доступним ексклюзивно для версії Sandero Stepway.

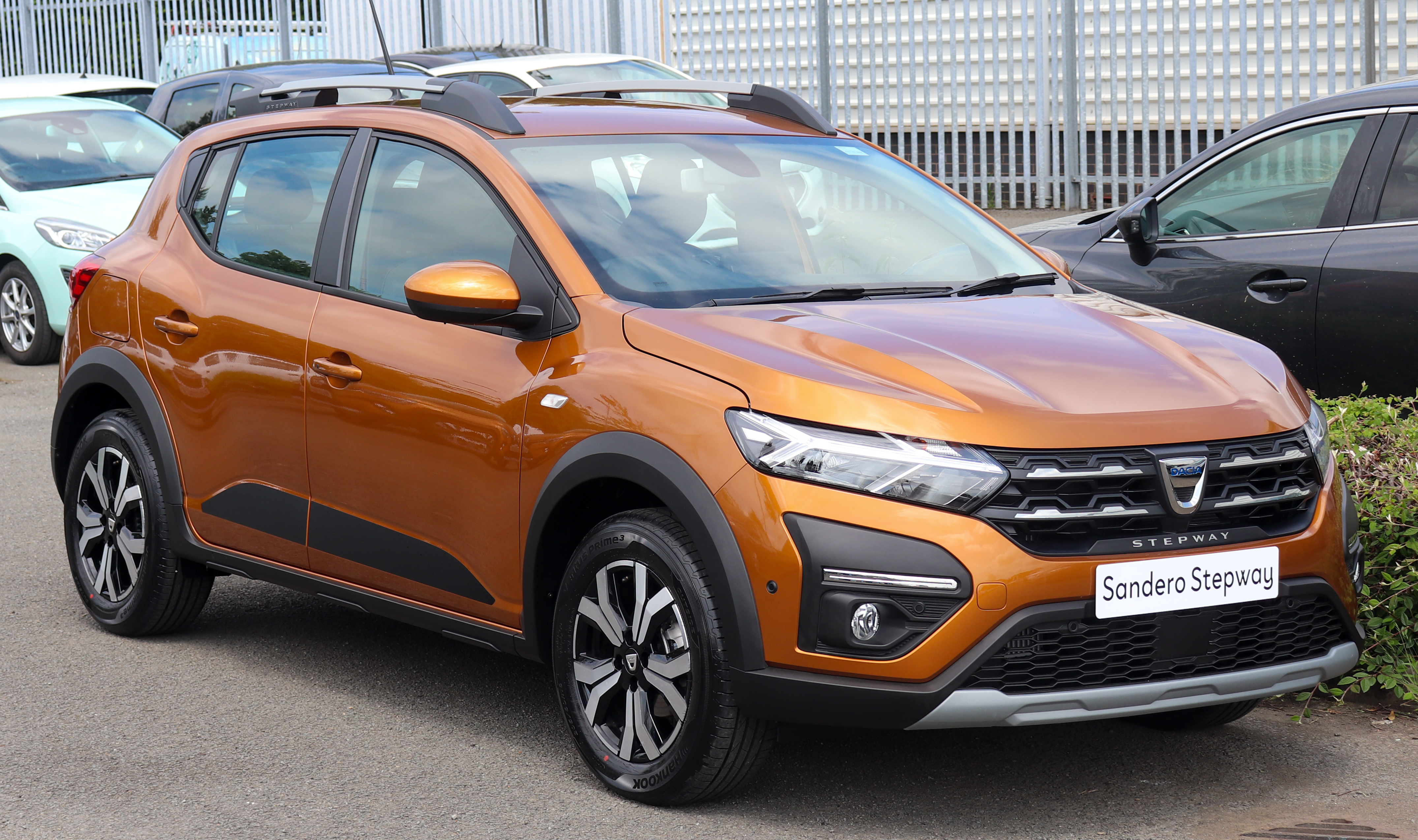
Dacia Sandero Stepway
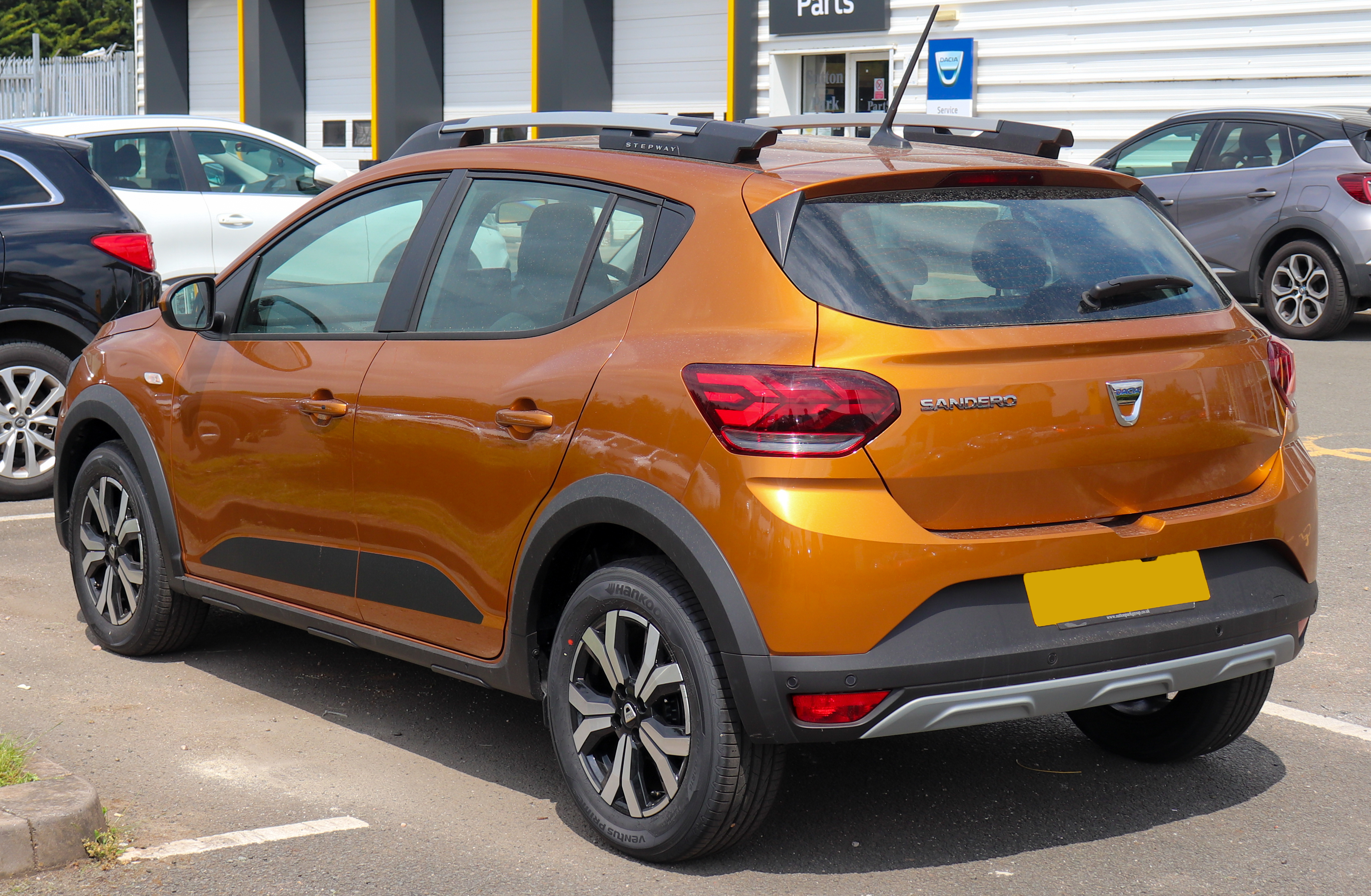
вид ззаду
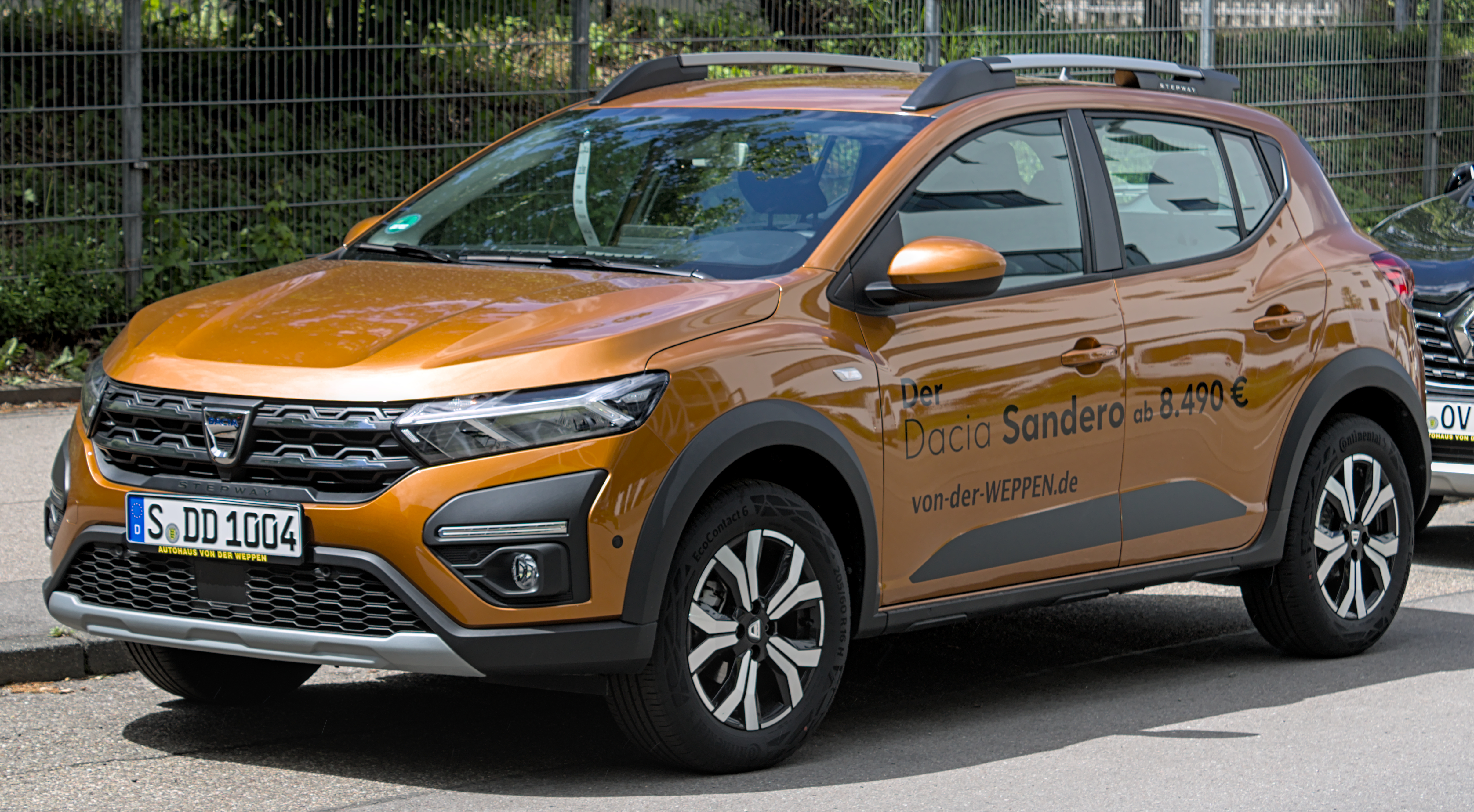
Dacia Sandero Stepway III

### оновлення 2022 р.
У червні 2022 року Sandero отримав невеликий рестайлінг, який включив новий логотип бренду, як в інших сучасних моделей Dacia. Щоб розмістити новий логотип, решітка радіатора була перероблена, а кермо трохи змінено.

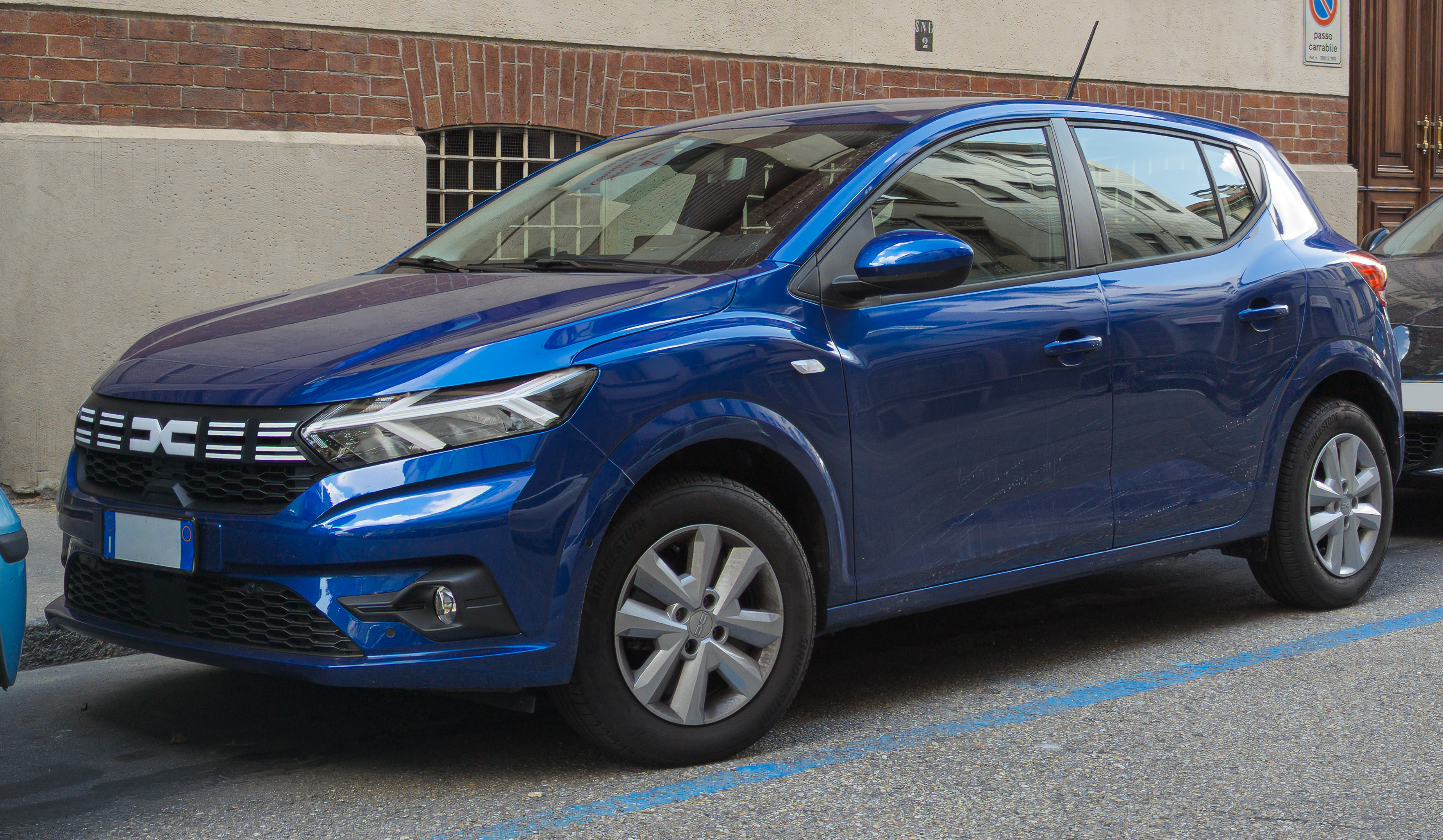
Sandero фейсліфт з 2022 р.
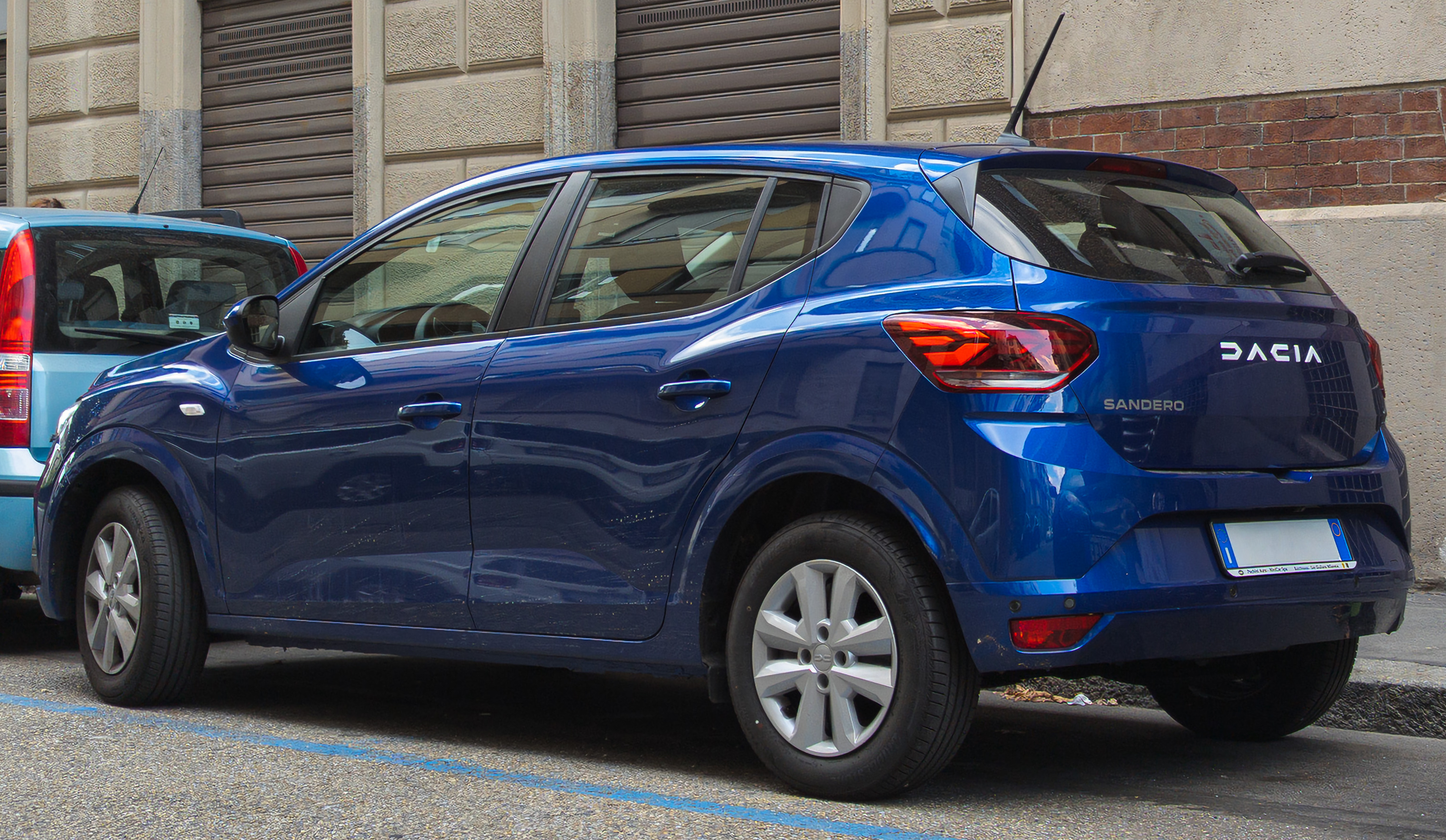
Sanderoфейсліфт з 2022 р.
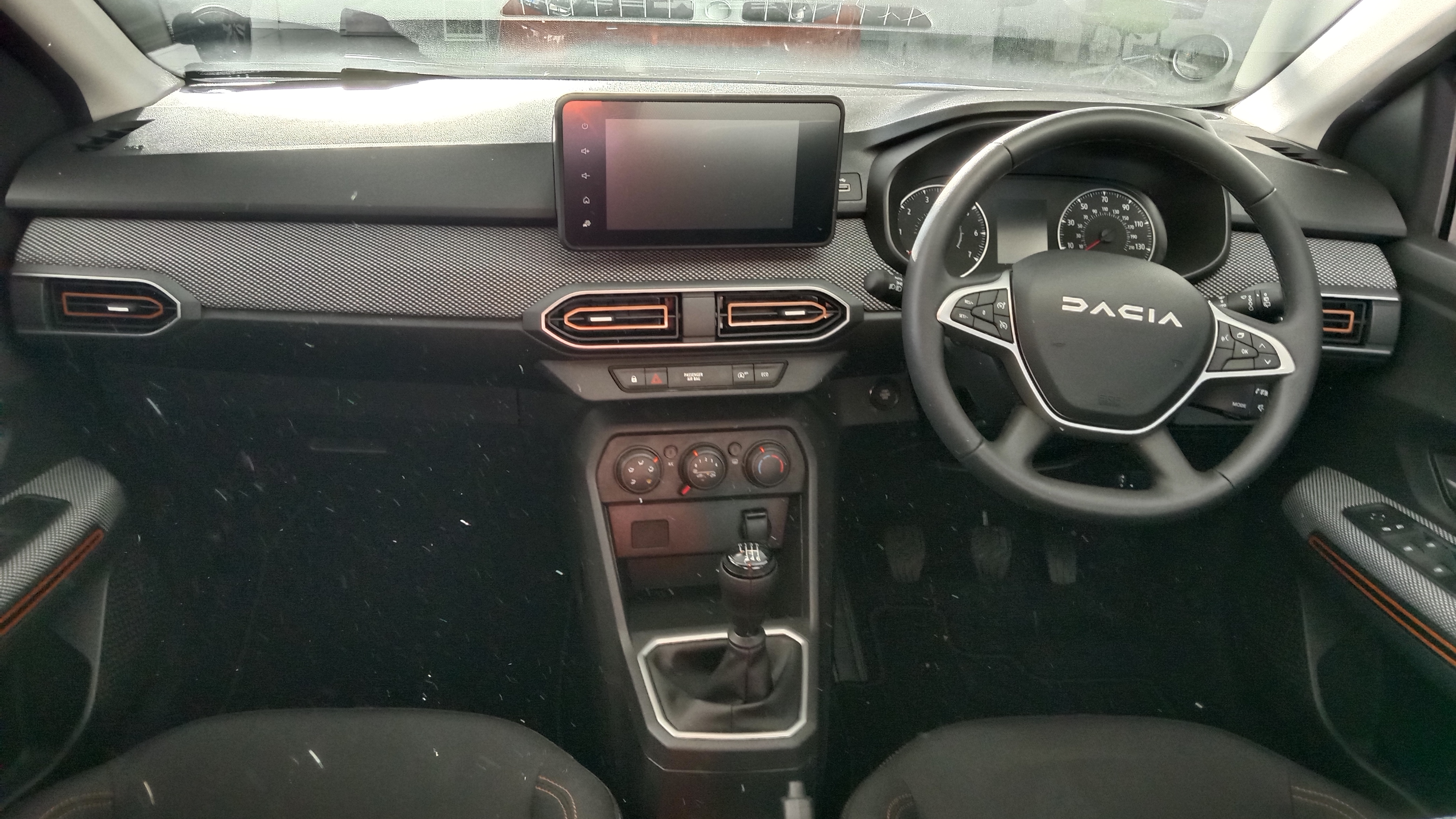
Інтер'єр (фейсліфт)
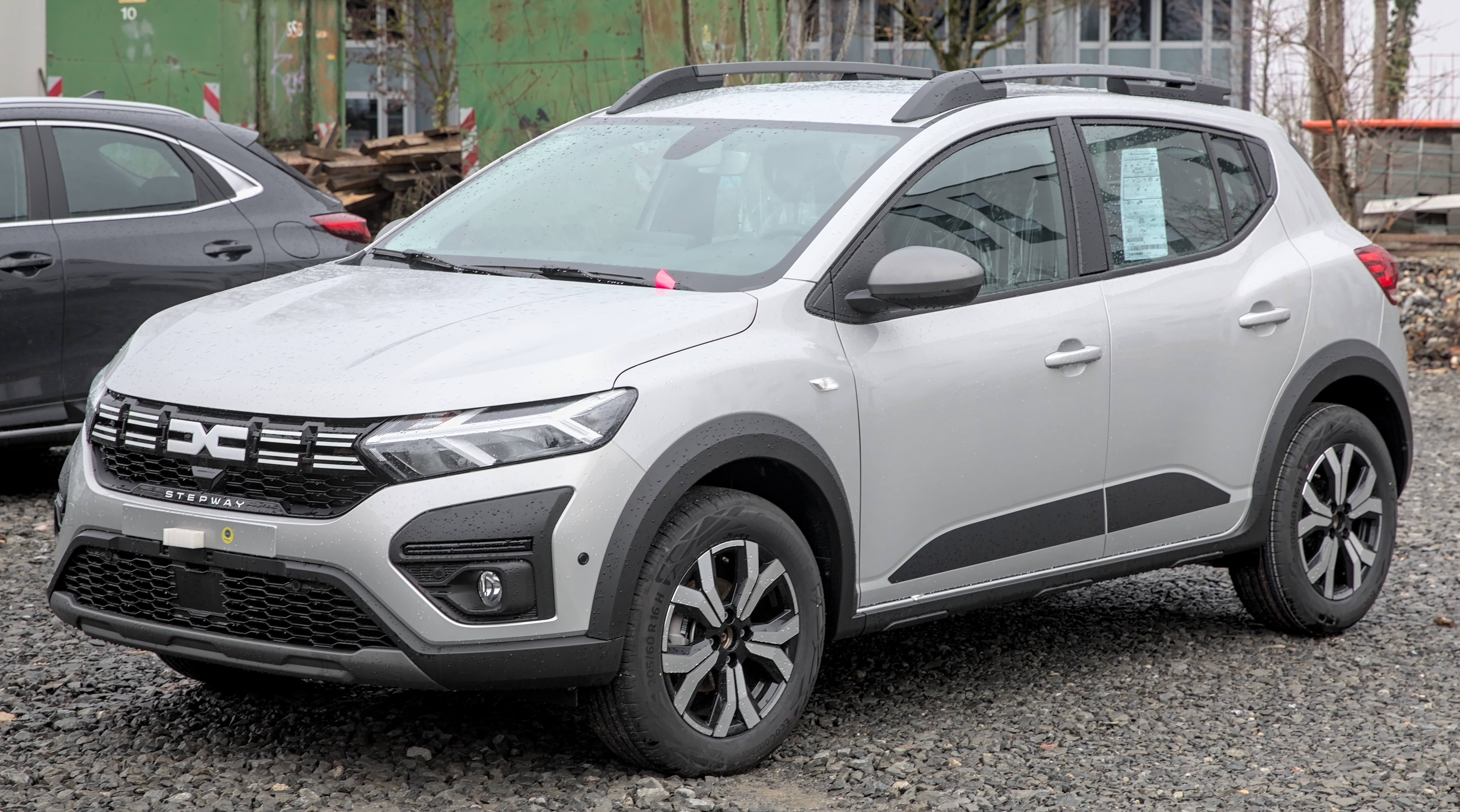
Sandero Stepway (фейсліфт)
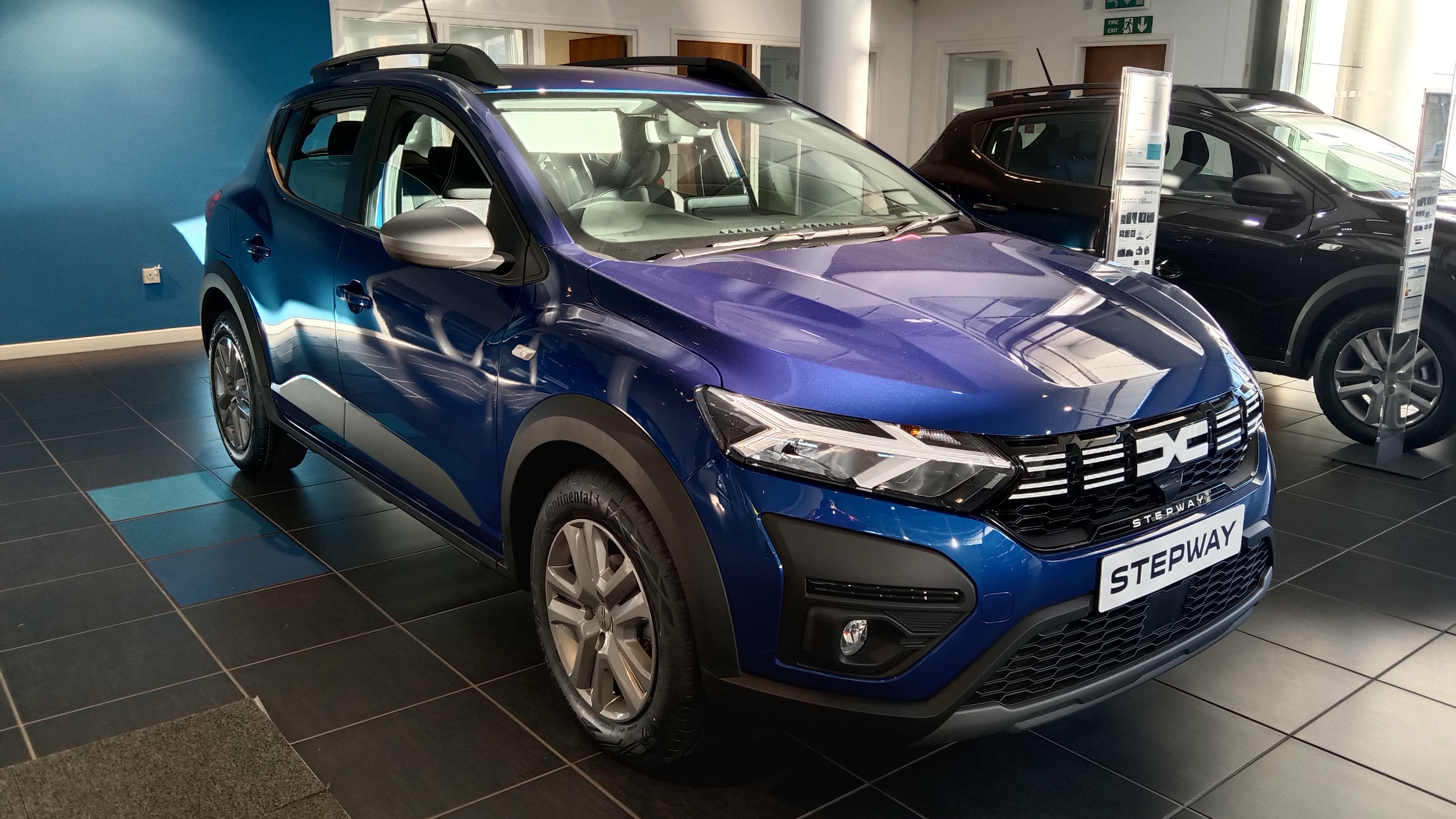
Sandero Stepway (фейсліфт)
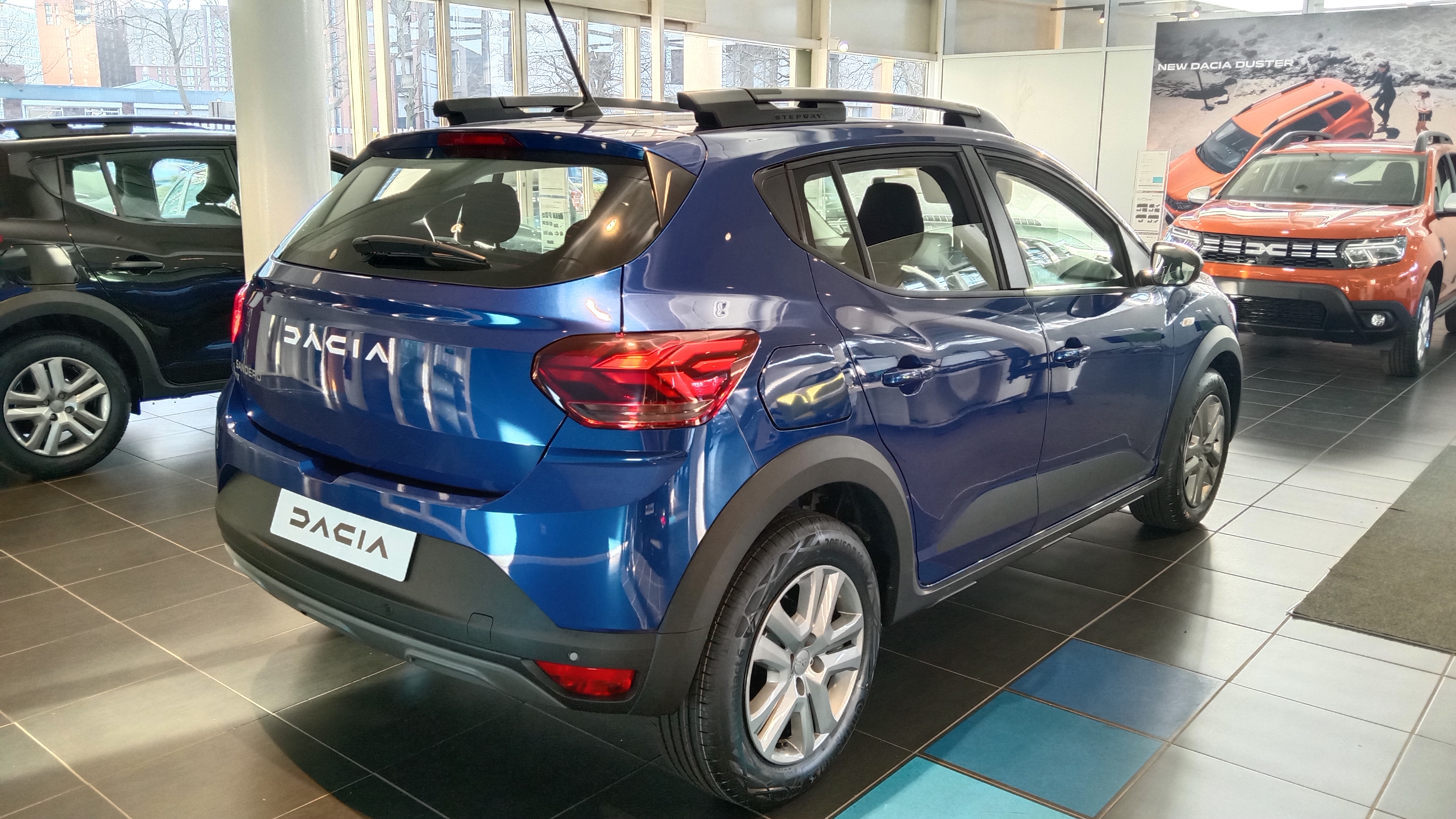
Sandero Stepway (фейсліфт)

## Зноски
1. ↑  Dacia Sandero на сайті Dacia Deutschland. Архів оригіналу за 19 березня 2008. Процитовано 19 липня 2010.
2. ↑  Renault Sandero. Перевершити Logan [Архівовано 8 лютого 2008 у Wayback Machine.], CarPark.ru, 2008/12/07
3. ↑  Technische Motordaten. Архів оригіналу за 7 жовтня 2011. Процитовано 10 жовтня 2011.
4. 1 2  краш тест Dacia Sandero (Euro NCAP 2008) [Архівовано 6 серпня 2010 у Wayback Machine.] 09.01.2011
5. ↑  Офіційний сайт Dacia: дані про продажі в 2008 році. Архів оригіналу за 13 квітня 2009. Процитовано 19 липня 2010. [Архівовано 2009-04-13 у Wayback Machine.]
6. ↑  Как мы тестировали Renault Sandero 2020 года. Automoto.ua. AutoMoto.ua. Архів оригіналу за 20 червня 2021. Процитовано 10 листопада 2020.
7. ↑  NOILE DACIA LOGAN, SANDERO ŞI SANDERO STEPWAY [Архівовано 26 вересня 2020 у Wayback Machine.] 14.10.2012 (рум.)
8. ↑  Brosură Sandero și Sandero Stepway iulie 2022 (PDF) (рум.). July 2022. Процитовано 29 липня 2022.
9. ↑  Noutăți pregătite de Dacia: propulsorul TCe 110 va fi disponibil și pe Sandero, iar în gama Jogger se introduce prima motorizare hibrid, IMPACT.ro, 5 травня 2022
10. ↑  Présentation - Le nouveau visage des Dacia. caradisiac.com (фр.). 15 червня 2022. Процитовано 15 червня 2022.